# Arctornis rufimarginata
Arctornis rufimarginata är en fjärilsart som beskrevs av Swinhoe 1903. Arctornis rufimarginata ingår i släktet Arctornis och familjen tofsspinnare. Inga underarter finns listade i Catalogue of Life.